# Daniel Bakongolia

Daniel Bakongolia est un footballeur congolais (RDC) né le 3 mars 1987.
Il joue au poste d'attaquant pour le TS Malekesa, un club congolais de football basé à Kisangani.